# Shiann Salmon
Shiann Salmon (* 31. März 1999 in Kingston) ist eine jamaikanische Hürdenläuferin, die sich auf die 400-Meter-Distanz spezialisiert hat. Mit der jamaikanischen 4-mal-400-Meter-Staffel gewann sie 2023 die Silbermedaille bei den Weltmeisterschaften in Budapest.

## Sportliche Laufbahn
Erste internationale Erfahrungen sammelte Shiann Salmon bei den CARIFTA-Games 2013 in Nassau, bei denen sie mit übersprungenen 1,60 m die Bronzemedaille im Hochsprung in der U17-Altersklasse gewann. 2015 siegte sie dann mit 1,73 m bei den CARIFTA-Games in Basseterre in der U18-Altersklasse und anschließend schied sie bei den Jugendweltmeisterschaften in Cali mit 65,56 s in der ersten Runde über 400 Meter Hürden aus. Im Jahr darauf siegte sie mit 59,50 s über die Hürden sowie mit 1,82 m im Hochsprung bei den CARIFTA-Games in St. George’s und siegte in 3:39,31 min auch mit der jamaikanischen 4-mal-400-Meter-Staffel. 2017 siegte sie bei den CARIFTA-Games in Willemstad mit 1,76 m im Hochsprung sowie in 3:37,96 min mit der Staffel in der U20-Altersklasse und sicherte sich in 59,59 s die Silbermedaille über 400 Meter Hürden. Im Jahr darauf siegte sie bei den CARIFTA-Games in Nassau in 56,22 s und wurde mit der Staffel disqualifiziert. Anschließend gewann sie bei den U20-Weltmeisterschaften in Tampere in 56,11 s die Silbermedaille über die Hürden und gewann in 3:31,90 min die Bronzemedaille in der Staffel. Bei den IAAF World Relays 2019 in Yokohama verhalf sie der 4-mal-400-Meter-Staffel zum Finaleinzug und anschließend gewann sie bei den U23-NACAC-Meisterschaften in Santiago de Querétaro in 56,83 s die Silbermedaille hinter der US-Amerikanerin Anna Cockrell und siegte mit der Mixed-Staffel in 3:16,9 min. Anfang Oktober erreichte sie bei den Weltmeisterschaften in Doha das Halbfinale, in dem sie mit 55,16 s ausschied. 2021 siegte sie dann bei den U23-NACAC-Meisterschaften in San José in 58,29 s über die Hürden sowie in 3:20,71 min in der Mixed-Staffel. Im Jahr darauf siegte sie in 55,35 s bei den USATF Bermuda Games und anschließend in 56,06 s bei der Duval County Challenge. Daraufhin schied sie bei den Weltmeisterschaften in Eugene mit 54,16 s im Semifinale aus und anschließend gewann sie bei den Commonwealth Games in Birmingham in 54,47 s die Silbermedaille hinter ihrer Landsfrau Janieve Russell. Zudem gewann sie in 3:26,93 min gemeinsam mit Junelle Bromfield, Roneisha McGregor und Natoya Goule die Silbermedaille hinter dem kanadischen Team. Im August siegte sie in 54,22 s bei den NACAC-Meisterschaften in Freeport und gewann dort in 3:26,36 min gemeinsam mit Andrenette Knight, Junelle Bromfield und Janieve Russell die Silbermedaille hinter den Vereinigten Staaten.
2023 wurde sie beim Meeting International Mohammed VI d’Athlétisme de Rabat in 54,42 s Dritte über 400 Meter Hürden und anschließend siegte sie in 56,82 s bei der Hungarian GP Series – Nyíregyháza. Im August startete sie bei den Weltmeisterschaften in Budapest im Vorlauf der 4-mal-400-Meter-Staffel und war damit am Gewinn der Silbermedaille durch die jamaikanischen Mannschaft beteiligt. Im Jahr darauf siegte sie in 56,59 s über 400 m Hürden beim Bermuda Grand Prix und wurde beim Meeting International Mohammed VI d’Athlétisme de Marrakesch in 54,27 s Zweite. Anschließend siegte sie in 55,41 s beim Racers Grand Prix, ehe sie bei den Olympischen Sommerspielen in Paris in 53,29 s im Finale den sechsten Platz belegte. Zudem kam sie mit der Staffel im Finale nicht ins Ziel. Daraufhin wurde sie bei der Golden Gala in 53,20 s Zweite über die Hürden und siegte in 52,97 s bei Weltklasse Zürich. Zudem gelangte sie beim Memorial Van Damme in 53,99 s auf Rang drei.

## Persönliche Bestzeiten
- 400 Meter: 51,22 s, 8. Juli 2023 in Kingston
  - 400 Meter (Halle): 52,85 s, 7. Februar 2021 in Fayetteville
- 400 m Hürden: 52,97 s, 5. September 2024 in Zürich
- Hochsprung: 1,82 m, 26. März 2016 in St. George’s